# Philipp Winkler (Politiker)
Philipp Friedrich Matthias Jakob Winkler (* 4. September 1875 in Ober-Flörsheim; † 14. Oktober 1962 Wiesbaden-Sonnenberg) war ein hessischer Rechtsanwalt und Politiker (NLP) und Abgeordneter der 2. Kammer der Landstände des Großherzogtums Hessen.

## Leben
Philipp Winkler war Sohn des Lehrers Matthäus Winkler und dessen Ehefrau Helena, geborene Litters. Wolf, der evangelischen Glaubens war, heiratete Henriette geborene Hackenbruch. Er studierte Rechtswissenschaften und wurde zum Dr. jur. promoviert. Während seines Studiums wurde er 1896 Mitglied der Burschenschaft Cimbria Würzburg. 1905 erhielt er die Zulassung zur Rechtsanwaltschaft am Amtsgericht Oppenheim, später war er Rechtsanwalt in Wiesbaden.
Von 1908 bis 1918 gehörte er der Zweiten Kammer der Landstände an. Er wurde für den  Wahlbezirk Rheinhessen 6/Oppenheim gewählt.